# Rosa Kerrigan
Rose Kerrigan, de soltera Klasko, (Dublín, 11 de febrero de 1903-Londres, 10 de julio de 1995) fue una activista británica, miembro del Partido Comunista de Gran Bretaña.

## Biografía
Rose Klasko nació en Dublín, Irlanda, en 1903. Sus padres, judíos, nacieron en Rusia y se trasladaron a Glasgow vía Dublín. Tenía cinco hermanos. Su padre era sastre y tenía ideas políticas socialistas y antibelicistas. Apoyaba la causa de las sufragistas.
Asistió a la Stow Practice Normal School, que se encontraba en el emplazamiento del antiguo Stow College en Cowcaddens, Glasgow. Después asistió a la Escuela Hebrea de Garnethill. Asistió a la Escuela Dominical Socialista de Glasgow y participó en las huelgas de alquiler de Glasgow de 1915, junto a Mary Barbour, así como a la Marcha de George Square de enero de 1919 por la semana laboral de 40 horas. Participó en el movimiento antibelicista en la Primera y la Segunda Guerra Mundial, y fue despedida de su primer trabajo por manifestarse en contra de la guerra. Durante su vida política recibió la influencia de muchos activistas, como James Maxton, Philip Snowden, Ethel Snowden, Thomas Hastie Bell y Helen Crawfurd. También fue una activa sindicalista y había servido como aprendiz de activista en el movimiento Red Clydeside.
Rose se afilió al Partido Comunista de Gran Bretaña en 1923. En 1926 se casó con Peter Kerrigan, un obrero de ingeniería que también era miembro del partido. Ayudó a dirigir la Huelga General en Glasgow. Su marido fue representante en la Internacional Comunista y llegó a ser comisario político durante la guerra civil española. Rose recaudó dinero para la causa.
Su campaña continuó durante toda su vida, luchó por el Desarme Nuclear. Incluso durante su jubilación siguió luchando por los derechos de las personas, en particular de los pensionistas.
En 1996 se produjo un cortometraje sobre su vida titulado "Una rosa roja".